# N.W.A.
N.W.A. (abreviatura de Niggaz With Attitude, que en español vendría a traducirse como «Negros con Actitud» o «Negros con Orgullo»), fue un grupo estadounidense de hip hop de Compton, California, y está considerado de modo generalizado como el grupo pionero en la formación del subgénero popular de Hip Hop: Gangsta rap.
Su actividad duró desde 1986 hasta 1991, tiempo en el que se vieron envueltos en la controversia como consecuencia de la naturaleza explícita de sus letras, siendo por ello prohibido en buena parte de las emisoras de radio mainstream de Estados Unidos, llegándose incluso a cancelar alguna de sus giras. A pesar de ello, el grupo logró vender más de 10 millones de discos solo en los Estados Unidos.
Los miembros originales del grupo eran DJ Yella, Dr. Dre, Eazy-E, Ice Cube, MC Ren y Arabian Prince. Este último se embarcó en una carrera en solitario en 1989, y Ice Cube dejó el grupo en diciembre de ese mismo año como consecuencia de disputas sobre regalías dentro del grupo. Varios de estos músicos lograrían discos de platino durante sus carreras en solitario durante los años noventa.
Su álbum debut Straight Outta Compton marcó el comienzo de la nueva era del gangsta rap, ya que tanto su producción como su temática social en las letras eran revolucionarios dentro del género.

## Historia

### Formación y «Panic Zone» (1986–1988)
El grupo fue formado por Eazy-E, quien cofundó Ruthless Records con Jerry Heller. N.W.A. estaba formado por el mismo Eazy-E y Dr. Dre, quien a su vez llevó a DJ Yella al grupo. Dre y Yella eran anteriormente miembros del grupo World Class Wreckin' Cru, como DJs y productores. Ice Cube se añadió al plantel después de haber comenzado como rapero en el grupo "C.I.A."
Ruthless publicó el sencillo "Panic Zone" en 1987 con Macola Records, que fue posteriormente incluido en el álbum recopilatorio N.W.A. and the Posse. N.W.A. estaba todavía en un momento inicial, y solo se le acredita en tres de las once canciones, especialmente el disco de electro hop "Panic Zone," "8-Ball," "Dopeman," que supuso la primera colaboración de Arabian Prince, DJ Yella, Dr. Dre y Ice Cube. El rapero mexicano Krazy-Dee coescribió "Panic Zone," siendo llamada originalmente "Hispanic Zone," pero cambiando el título posteriormente cuando Dr. Dre aconsejó a Krazy-Dee que la cambiara porque la palabra "hispanic" podría disminuir las ventas. También se incluyó el tema en solitario de Eazy-E' "Boyz-n-the Hood." En 1988, el rapero MC Ren se unió al grupo.

### Straight Outta Compton(1988–1989)
N.W.A. publicó su álbum de debut y primer álbum de estudio Straight Outta Compton en 1988. A través de la salva de tres canciones con la que se abre el disco, el grupo reflejaba la creciente rabia de la juventud urbana. La canción con la que abre el disco, "Straight Outta Compton", presentaba al grupo, "Fuck tha Police" protestaba contra la brutalidad policial y la discriminación racial, y "Gangsta Gangsta" retrataba la problemática de la juventud de la periferia. Si bien el grupo fue reconocido posteriormente como pionero del subgénero gangsta rap, N.W.A. se refería a su música como "reality rap" (en castellano, "rap de la realidad")
Bajo la presión de Focus on the Family, Milt Ahlerich, director asistente del FBI, envió una carta a Ruthless y su compañía distribuidora Priority Records, recomendando a los raperos que "defender la violencia y el asalto no eran correctos y que nosotros, en el ejercicio de las leyes de la comunidad, actuaremos contra esas diatribas". La policía rechazó facilitar seguridad en los conciertos del grupo, impidiendo su plan de salir de gira. No obstante, la carta del FBI solo sirvió para dar más publicidad al grupo. 
Un mes después de Straight Outta Compton, Eazy-E publicó su álbum de debut en solitario, Eazy-Duz-It. El álbum estaba dominado por Eazy-E, apareciendo MC Ren solo como rapero invitado, pero tras las bambalinas era un trabajo colectivo. La música era obra de Dr. Dre y DJ Yella, y las letras fueron en buena medida escritas por MC Ren, con contribuciones de Ice Cube y The D.O.C.. El álbum supuso otro éxito para el sello Ruthless, logrando la calificación de doble platino.
1989 vio la reedición de N.W.A. and the Posse y Straight Outta Compton en CD, y la publicación de No One Can Do It Better por The D.O.C..

### 100 Miles And RunninyNiggaz4Life(1989–1991)
Ice Cube dejó el grupo en diciembre de 1989, como consecuencia de disputas por los royalties del grupo; habiendo escrito casi la mitad de las letras de Straight Outta Compton él mismo, sentía que no estaba recibiendo una cantidad justa de los beneficios del grupo. En poco tiempo publicó su álbum de debut en solitario, AmeriKKKa's Most Wanted, que apareció en 1990, pero evitó mencionar a sus antiguos compañeros.
No obstante, el tema que da nombre al EP publicado por N.W.A. en 1990, «100 Miles and Runnin'», incluía una crítica a Ice Cube:
«We started with five, but yo / One couldn't take it—So now it's four / Cuz the fifth couldn't make it». En el mismo EP aparecía «Real Niggaz», una crítica más dura a Ice Cube en la que los otros miembros del grupo lo acusan de cobardía y cuestionan su autenticidad y originalidad:
«How the fuck you think a rapper lasts / With your ass sayin' shit that was said in the past / Yo, be original, your shit is sloppy / Get off the dick, you motherfuckin' carbon-copy» y «We started out with too much cargo / So I'm glad we got rid of Benedict Arnold, yo»
La canción «100 Miles and Runnin'» fue la última producción uptempo de Dr. Dre, sonido que había sido habitual en el hip hop de finales de los ochenta. Tras esto, se centró en un sonido más midtempo, basado en el empleo de sintetizadores y que llegaría a conocerse como g funk, sonido que comienza con "Alwayz Into Somethin'" de Efil4zaggin en 1991. El estilo g-funk dominó tanto el hip hop West Coast como el East Coast durante los siguientes años.
El segundo álbum largo del grupo fue Efil4zaggin ("Niggaz4Life" al leerse hacia atrás), publicado en 1991. El disco devolvió al grupo el centro de atención y el éxito que hasta el momento había estado cosechando la carrera en solitario de Ice Cube. El álbum está considerado por muchos como el mejor trabajo de producción de Dr. Dre, y se considera como el comienzo de la era g funk. Vuelve a mostrar, además, una clara animosidad hacia su anterior miembro, encontrándose diferentes referencias insultantes hacia Ice Cube.
La disputa entre N.W.A. y Ice Cube escaló a partir de un momento dado, tanto en disco como en la vida real. AmeriKKKa's Most Wanted había evitado los ataques directos a N.W.A., pero en Death Certificate, segundo álbum largo de Ice Cube, este contratacó. Sampleó y se burló el mensaje contenido en "Message to B.A." para después embarcarse en una diatriba directa, "No Vaseline." En toda una serie de versos, Ice Cube agrede verbalmente al grupo: You lookin' like straight bozos / I saw it comin' that's why I went solo / Kept on stompin' / When y'all Muthafuckas moved Straight outta Compton / You got jealous when I got my own company / But I'm a man, and ain't nobody humpin' me. La canción provocó gran controversia por su antisemitismo.
En septiembre de 1990, los miembros del grupo Above the Law chocaron con Ice Cube y su posse Da Lench Mob durante la conferencia anual New Music Seminar, obligando a los últimos a escapar de las instalaciones del Marriott Marquis en Times Square, donde se celebraba el evento. El 27 de enero de 1991, Dr. Dre agredió a Dee Barnes, anfitrión del programa de hip hop Pump It Up, por la cobertura que había dado a la disputa entre N.W.A. y Ice Cube.

### El final de N.W.A. (1991–1995)
El disco Niggaz4Life publicado en 1991 sería el último álbum del grupo. Tras Dr. Dre, The D.O.C. y Michel'le dejaron Ruthless para unirse a Death Row Records. A partir de ese momento comenzaron a surgir alegaciones de que Eazy-E los había forzado a dejar el sello, al tiempo que seguía quedándose con parte del dinero de los derechos de autor, lo que dio lugar a una amarga disputa entre todos. Dr. Dre comenzó a trabajar con Death Row en 1992, siendo su primer trabajo con el sello Fuck Wit Dre Day (And Everybody's Celebratin'), al que acompañaba un vídeo en el que aparecía un personaje llamado "Sleazy-E" que corría desesperadamente tratando de conseguir dinero.
Eazy-E respondió en 1993 con el EP It's On (Dr. Dre) 187um Killa, en los temas "Real Muthaphuckkin G's" y "It's On", luego en 1995 con "Ole School Shit" y "Wut Would You Do" en su cuarto álbum Str8 off tha Streetz of Muthaphukkin Compton. Eazy-E acusaba a Dr. Dre de ser homosexual, llamándole "she thang", y el vídeo musical de "Real Muthaphuckkin Gs" mostraba imágenes de anuncio de Dre utilizando maquillaje. Las fotos eran de los días del grupo World Class Wreckin' Cru, cuando esa moda era común entre los artistas de electro hop de la Costa Oeste, antes de que N.W.A. popularizara el gangsta rap.
Tras la muerte de Eazy-E a causa del sida el 26 de marzo de 1995, toda la mala sangre en el grupo cesó. Dr. Dre y Ice Cube expresarían posteriormente su cambio de opinión sobre esta época y sobre su antiguo amigo en los temas "What's The Difference" (1999), "Chin Check" y "Hello" (2000), y "Growin' Up" (2006). En el vídeo musical de 2011 "I Need a Doctor", Dr. Dre muestra imágenes antiguas y trozos de vídeo de N.W.A., visitando además la tumba de Eazy-E al final del vídeo.

### Reuniones y legado (1995–presente)
Habiendo partido ambos de Ruthless Records con importantes diferencias entre ellos, las tensiones entre Ice Cube y Dr. Dre se relajaron después. Ice Cube hizo un cameo en el vídeo "Let Me Ride" de 1993 de Dr. Dre. Los dos grabaron el hit "Natural Born Killaz" para el corto de 1994 de Snoop Doggy Dogg y su banda sonora Murder Was the Case. MC Ren apareció en el álbum en solitario de Dre The Chronic 2001 de 1999, y los tres MC restantes de N.W.A. se reunirían para el tema "Hello" publicado en 2000 en el álbum de Ice Cube War & Peace Vol. 2 (The Peace Disc), que mostraba la rima "I started this gangsta shit / And this the motherfuckin' thanks I get?".
La escena West Coast y la música "gangsta" había dejado de estar en el centro de los focos desde la muerte de Tupac Shakur en 1996, y solo tras la exitosa tutela de Dr. Dre sobre Eminem y el álbum de vuelta de Dre The Chronic 2001, el género y sus artistas recuperaron la atención mediática. La gira Up In Smoke Tour que tuvo lugar en 2000 reunió a buena parte de las familias N.W.A. y Death Row, y durante el tiempo pasado en la carretera en el tour, Dre, Eminem, Ice Cube, MC Ren y la estrella invitada Snoop Dogg comenzaron a grabar en un estudio móvil. Se planeó un álbum de regreso titulado Not These Niggaz Again, que incluiría a DJ Yella, quien no había participado en la gira.
No obstante, como consecuencia de las apretadas agendas de cada artista, así como debido a conflictos legales entre los diferentes sellos discográficos envueltos en el proyecto (Priority, No Limit e Interscope), el álbum no llegó a materializarse. Solo dos temas de esas sesiones llegaron a publicarse: "Chin Check" (con Snoop Dogg como miembro de N.W.A) en "Next Friday" y "Hello" en el álbum de Ice Cube War & Peace Vol. 2 (The Peace Disc).
También se dieron reuniones posteriormente, como en "Set It Off" aparecida en Tha Last Meal de Snoop Dogg (2000), en la que aparecían MC Ren y Ice Cube, y The D.O.C. en "The Shit", en su álbum de 2003 Deuce, en la que aparecían MC Ren, Ice Cube, Snoop Dogg y Six-Two. Dr. Dre y DJ Yella estuvieron presentes en el estudio en esta última canción.
El 13 de noviembre de 2015 se estrenó Straight Outta Compton, una película biográfica sobre la historia del grupo dirigida por F. Gary Gray.
Actualmente los exmiembros del grupo Ice Cube, MC Ren y DJ Yella siguen dando conciertos por los EE. UU. Mientras que Dr. Dre no participa en los conciertos debido a la dedicación que tiene para su vida personal, a no ser que tengan gran relevancia a nivel nacional.

## Discografía

### Álbumes de estudio
- 1988 - Straight Outta Compton
- 1991 - Niggaz 4 Life

### Álbumes recopilatorios
- 1987 - N.W.A. And The Posse
- 1996 - Greatest Hits
- 1998 - Straight Outta Compton: N.W.A. 10th Anniversary Tribute
- 1999 - The N.W.A. Legacy: Vol. 1 1988-1998
- 2002 - The N.W.A. Legacy: Vol. 2
- 2006 - The Classic Collection
- 2006 - The Best Of NWA: The Strength Of Street Knowledge
- 2007 - Greatest Hitz
- 2007 - Straight Outta Compton: 20th Anniversary
- 2008 - N.W.A. And Their Family
- 2014 - Icon

### EPs
- 1990 - 100 Miles And Runnin'

## Miembros
- Arabian Prince: voz (1987-1988)
- DJ Yella: tornamesas, samples (1987-1991, 1999-2002)
- Dr. Dre: voz, tornamesas, samples (1987-1991, 1999-2002)
- Eazy-E: voz (1987-1991)
- Ice Cube: voz (1987-1989, 1999-2002)
- MC Ren: voz (1988-1991, 1999-2002)

## Filmografía
- Straight Outta Compton (2015).

## En la cultura popular
En el videojuego Grand Theft Auto: San Andreas, aparecen dos de sus canciones, así como también algunas canciones en solitario de algunos de sus integrantes, todas ellas, en la radio Radio Los Santos:
- "Express Yourself" y "Always Into Something" de NWA.
- "Deep Cover,  "Dre Day (And Everybody's Celebratin') y "Nuthin' But A G Thang" de Doctor Dre, con Snoop Dogg.
- "Check Yo Self" e "It Was A Good Day" de Ice Cube.
- "It's Funky Enough" de The DOC.
- "Eazy Er Said Than Dunn" de Eazy E.

Repiten su aparición en Grand Theft Auto V, con dos de sus canciones, así como también algunas canciones en solitario de algunos de sus integrantes, todas ellas, en la radio West Coast Classics:
- "Appetite For Destruction" y "Gangsta Gangsta" de NWA.
- "Still DRE" y "The Next Episode" de Doctor Dre, ambas con Snoop Dogg.
- "You Know How We Do It" de Ice Cube.
- "No More?'s" de Eazy E con Ice Cube.